# Serjania trirostris
Serjania trirostris är en kinesträdsväxtart som beskrevs av Ludwig Radlkofer. Serjania trirostris ingår i släktet Serjania och familjen kinesträdsväxter. Inga underarter finns listade i Catalogue of Life.